# Drzewianowo (wieś)
Drzewianowo – wieś w Polsce, położona w województwie kujawsko-pomorskim, w powiecie nakielskim, w gminie Mrocza.
W latach 1975–1998 miejscowość administracyjnie należała do województwa bydgoskiego.
31 lipca 1925 r. w Drzewianowie utworzono rzymskokatolicką parafię św. Anny.

## Demografia
Według Narodowego Spisu Powszechnego (III 2011 r.) liczyła 315 mieszkańców. Jest siódmą co do wielkości miejscowością gminy Mrocza.